# 9623 Karlsson
9623 Karlsson är en asteroid i huvudbältet som upptäcktes den 21 mars 1993 i samband med projektet UESAC. Den fick den preliminära beteckningen 1993 FU28 och  namngavs senare efter Per Olow Karlsson. Han arbetade i många år som tekniker vid observatorierna i Kvistaberg och Uppsala.
Asteroidens senaste periheliepassage skedde den 9 mars 2025.